# Re:birth (Acid Black Cherryの曲)
「Re:birth」（リバース）は、Janne Da Arcのボーカリスト、yasuのソロプロジェクト・Acid Black Cherryの9枚目のシングル。2010年8月18日発売。

## 概要
- 前作から約1年ぶりのシングルであり、病気療養で活動休止中であったAcid Black Cherryの復活シングルである。
- オリコンウィークリーチャートでは初登場2位を記録し、初動売り上げは自己最高初動を記録した5thシングル「20+∞Century Boys」に次ぐ売り上げを記録した。
- Acid Black Cherryのシングルでは初の三種形態での発売となり、これまでのシングル通りの通常版とDVD付き初回限定版に加えて、『Another Century's Episode:R 盤』では「Recreation Track」が収録されずゲーム版の主題歌が収録され、さらにゲーム内で使用されているオリジナルサウンドトラックが収録されている。
- 通常版と初回限定版には"Recreation Track"としてTOM★CATのデビューシングル「ふられ気分でRock'n' Roll」が収録されている。

## 収録内容

### 通常版 & 初回限定版
1. Re:birth
  - 作詞・作曲・編曲：林保徳

PlayStation 3専用ソフト『Another Century's Episode:R』主題歌。なお、Acid Black Cherryのタイアップは7thシングル「眠り姫」以来2作目である。
活動休止中に作られた曲と思われていたが、雑誌のインタビューで「レコーディングは『Acid Black Cherry 2009 tour"Q.E.D"』の以前に行った」と話していた。
曲自体は2ndアルバム『Q.E.D.』の製作段階で既に出来上がっており、歌詞の方はタイアップのオファーを受けてから、療養中に書きあげたと語っている。歌詞は暗いイメージで描かれているが、これはyasuが療養中に感じたことをそのまま表現しているという。
PVは、ABC史上初のCGを使用している。
2013年4月中旬よりTAIWAN SUZUKI 「SWIFT」のCMソングとなる。なお、このCMはTAIWAN SUZUKIの公式YouTubeチャンネルにて視聴することができる。
2. ふられ気分でRock'n' Roll
  - 作詞・作曲: TOM、編曲: ABC BAND

### Another Century's Episode:R 盤
1. Re:birth
2. Re:birth【game edit】
3. One Acre
4. Integral
5. 積晶引力